# 올뭉치
위상수학에서 올뭉치(영어: fibration 파이브레이션[*]) 또는 올화(-化) 또는 파이버화(fiber化)는 올다발의 일반화이다. 올다발과 달리, 올들이 서로 호모토피 동치이지만 위상동형이 아닐 수 있다.

## 정의
위상 공간 {\displaystyle E}, {\displaystyle B} 사이의 함수 {\displaystyle \pi \colon E\to B} 및 위상 공간 {\displaystyle X}에 대하여 다음 조건이 성립한다면, {\displaystyle \pi }가 {\displaystyle X{\overset {\times 0}{\hookrightarrow }}X\times [0,1]}에 대하여 오른쪽 올림 성질을 만족시킨다고 한다.
임의의
- 호모토피 {\displaystyle f\colon X\times [0,1]\to B}
- {\displaystyle \pi \circ {\tilde {f}}_{0}=f|_{X\times \{0\}}}인 연속 함수 {\displaystyle {\tilde {f}}_{0}\colon X\to E}

에 대하여, 항상 다음 조건을 만족시키는 호모토피 {\displaystyle {\tilde {f}}\colon X\times [0,1]\to E}가 존재한다.
- {\displaystyle f=\pi \circ {\tilde {f}}}
- {\displaystyle {\tilde {f}}_{0}={\tilde {f}}|_{X\times \{0\}}}

즉, 다음 그림과 같다.
{\displaystyle {\begin{matrix}X&{\xrightarrow {{\tilde {f}}_{0}}}&E\\{\scriptstyle \times \{0\}}\downarrow &\nearrow \scriptstyle {\tilde {f}}&\downarrow \scriptstyle \pi \\X\times [0,1]&{\xrightarrow[{f}]{}}&B\end{matrix}}}
위상 공간 {\displaystyle E}, {\displaystyle B} 사이의 함수 {\displaystyle \pi \colon E\to B}가 임의의 위상 공간 {\displaystyle X}에 대하여 오른쪽 올림 성질을 만족시킨다면, 후레비치 올뭉치(영어: Hurewicz fibration)라고 한다.
위상 공간 {\displaystyle E}, {\displaystyle B} 사이의 함수 {\displaystyle \pi \colon E\to B}가 임의의 CW 복합체 {\displaystyle X}에 대하여 오른쪽 올림 성질을 만족시킨다면, 세르 올뭉치(영어: Serre fibration)라고 한다.
후레비치 올뭉치 또는 세르 올뭉치 {\displaystyle \pi \colon E\to B}의, {\displaystyle b\in B}에서의 올(영어: fiber)은 원상 {\displaystyle f^{-1}(b)\subseteq E}이다.

## 성질
{\displaystyle B}가 파라콤팩트 공간이라면, 올다발 {\displaystyle \pi \colon E\to B}는 항상 후레비치 올뭉치를 이룬다. 모든 후레비치 올뭉치는 세르 올뭉치이다.
만약 {\displaystyle B}가 경로 연결 공간이라면, 후레비치 올뭉치 {\displaystyle E\to B}의 모든 올들은 서로 호모토피 동치이다. 그러나 올들은 (올다발과 달리) 서로 위상동형일 필요가 없다.
밑 {\displaystyle B}가 경로 연결 공간인 올다발 {\displaystyle E\to B}의 올이 {\displaystyle F}라면, 전체 공간 {\displaystyle E}의 오일러 지표는 밑과 올의 오일러 지표의 곱이다.
{\displaystyle \chi (E)=\chi (B)\chi (F)}
이는 세르 스펙트럼 열을 통해 보일 수 있다.

## 예
모든 올다발은 (모든 올이 서로 위상 동형인) 세르 올뭉치이다.
임의의 경로 연결 점을 가진 공간 {\displaystyle (X,\bullet _{X})}에 대하여, 고리 공간 {\displaystyle \Omega X=[\mathbb {S} ^{1},X]_{\bullet }} 및 경로 공간 {\displaystyle {\mathcal {P}}X=[\mathbb {I} ,X]_{\bullet }}을 생각하자. 여기서 {\displaystyle \mathbb {I} }는 밑점 0을 가진 폐구간 {\displaystyle [0,1]}이다. 그렇다면, 다음과 같은 세르 올뭉치가 존재한다.
{\displaystyle \Omega X\hookrightarrow {\mathcal {P}}X\twoheadrightarrow X}
여기서 사영 사상 {\displaystyle {\mathcal {P}}X\twoheadrightarrow X}는 다음과 같다.
{\displaystyle (\gamma \colon [0,1]\to X,\gamma (0)=\bullet _{X})\mapsto \gamma (1)}

## 역사
세르 올뭉치의 개념은 장피에르 세르가 1951년에 박사 학위 논문에서 도입하였다. 후레비치 올뭉치의 개념은 비톨트 후레비치가 1955년에 도입하였다.

## 같이 보기
- 모형 범주
- 올다발